# Kasli
Kasli (in lingua russa Касли) è una città di 15 000 abitanti situata nell'oblast' di Čeljabinsk, in Russia. Fondata nel 1747, Kasli ricevette lo status di città il 29 luglio del 1949. È il centro amministrativo del rajon Kaslinskij.
Si trova 90 km (in linea d'aria) a sud di Čeljabinsk e a 125 km da Ekaterinburg.